# 吉田菊太郎

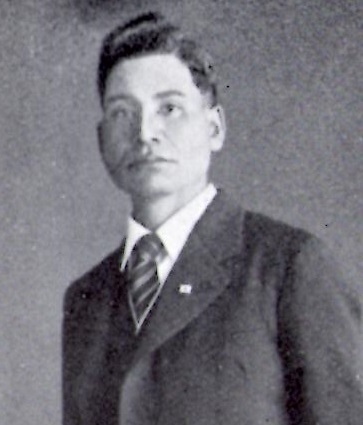
吉田菊太郎

吉田 菊太郎（よしだ きくたろう、1896年7月20日 - 1965年1月8日）は、昭和時代のアイヌ民族運動家。北海道幕別村のアイヌの首長・トイペウク(庄吉)の子。 

## 経歴
十勝国中川郡幕別村字白人(チロット)村に、父トイペウク(庄吉)・母アシマツ（マツ）の長男として生まれる。白人小学校・幕別高等小学校を卒業し、父を継ぎ農業を営む。若い頃はその父への「ある反感から」「他の人が驚き怪しみもしたほど」酒におぼれ、すさんだ生活をしたが、1927年（昭和2年）2月8日に泥酔して自分の家を焼いてしまったことをきっかけに禁酒を誓い、2月15日には厚内方面に出稼ぎに出る。
断酒に成功し8月には故郷に帰る。その頃に創立された十勝アイヌ旭明社（社長・喜多章明）に参加し、翌年には精神修養と生活改善を目的とする白人古潭矯風会を創設し会長に就任する。1931年（昭和6年）、北海道アイヌ協会の機関誌『蝦夷の光』第2号から編輯蒹発行人となった。
1932年（昭和7年）に幕別村会議員に初当選。1946年（昭和21年）2月、社団法人北海道アイヌ協会の副会長に就任し、10月には十勝アイヌ協会を結成し会長に就任する。アイヌ文化保存に最も心血を注ぎ、その努力は1959年（昭和34年）に落成した蝦夷文化考古館（幕別町）として結実する。

## 意義・評価
機関誌への投稿など残された文章から吉田の思想を判断すると、日本政府がアイヌに勧めている自己教育・貯蓄・禁酒・住宅の近代化などに同意し、良い「日本国民」、良い「社会人」となるのがアイヌの幸福であると考えているように見える。しかし同時に彼はアイヌが衰え滅びゆく民族であるという意見に反発していることを表す言葉も多く残している。
『蝦夷の光』に投稿した「社会事業の対象としての蝦夷民族」というエッセイではアイヌの歴史を考察して、アイヌ民族のいわゆる「後進性」は松前藩の政策によって計画的につくられたものである、と強調した。近年の研究では、吉田はアイヌ史の再解釈を手がけた「ひとつの驚くべき例」としてあげられている。